# Elena Ferrante
Elena Ferrante – pseudonim włoskiej powieściopisarki lub włoskiego powieściopisarza o nieznanej oficjalnie tożsamości. Międzynarodową popularność Ferrante przyniósł tak zwany cykl neapolitański (powieści Genialna przyjaciółka, Historia nowego nazwiska, Historia ucieczki i Historia zaginionej dziewczynki), cieszący się uznaniem krytyków i czytelników. W 2016 roku tygodnik „Time” umieścił Ferrante na liście 100 najbardziej wpływowych osób na świecie.

## Tożsamość
Nie wiadomo, kto kryje się pod pseudonimem Elena Ferrante. Przed publikacją swojej pierwszej powieści Ferrante zapowiedziała wydawcy, że nie będzie udzielała wywiadów, ponieważ zrobiła już wystarczająco dużo dla powieści – napisała ją.
Istnieją różne hipotezy na temat jej tożsamości. Według jednej z nich pod pseudonimem Elena Ferrante kryje się grupa pisarzy. Jednak przeciwko tej hipotezie przemawia spójny styl i tematyka wszystkich utworów. Istnieje także hipoteza, że Elena Ferrante to w rzeczywistości pochodzący z Neapolu pisarz Dominico Starnone. Hipoteza ta wywodzi się z badań grupy matematyków, którzy przeanalizowali twórczość Ferrante i jej język za pomocą specjalnego oprogramowania i ustalili, że przypomina on język Starnone. Wśród innych możliwych tożsamości wymieniano także tłumaczkę Ferrante na angielski, Ann Goldstein oraz profesora historii, Marcella Marmo.
W 2003 na podstawie wywiadów oraz opublikowanej korespondencji Ferrante z wydawcami, krytyk literacki John Wood ustalił, że Ferrante wychowała się w Neapolu, jednak okresowo mieszkała poza granicami Włoch, jest matką, jednak obecnie nie jest zamężna oraz zajmuje się nauczaniem.
W 2016 roku dziennikarz Claudio Gatti opublikował wyniki śledztwa przeprowadzonego na zlecenie czasopisma „Il Sole”. Jego zdaniem pod pseudonimem Elena Ferrante kryje się mieszkająca w Rzymie tłumaczka Anita Raja. Raja tłumaczy z języka niemieckiego. Jako tłumaczka związana jest z wydawnictwem, w którym publikuje Ferrante, jest też żoną Dominico Starnone (pisarza, którego również podejrzewano o ukrywanie się pod pseudonimem Ferrante). Hipoteza Gattiego oparta jest m.in. na tym, że majątek Starnone i Rai oraz dochody tej ostatniej powiększały się znacznie w tym samym czasie, kiedy książki Ferrante zdobywały popularność. Jednak ani Raja, ani Starnone, ani wydawca nie potwierdzili doniesień Gattiego.

## Twórczość

### Przekłady polskie
- Cykl Genialna przyjaciółka

1. Genialna przyjaciółka (2014)
2. Historia nowego nazwiska (2015)
3. Historia ucieczki (2016)
4. Historia zaginionej dziewczynki (2016)

- Córka (2017)
- Zagubiona lalka (2017)
- Obsesyjna miłość (2018)
- Czas porzucenia (2020)
- Zakłamane życie dorosłych (2020)

### Wydania włoskie
- L'amore molesto (1992)
- I giorni dell'abbandono (2002)
- La frantumaglia (2003)
- La figlia oscura (2006)
- La spiaggia di notte (2007)
- Cykl L'amica geniale

1. L'amica geniale (2011)
2. Storia del nuovo cognome (2012)
3. Storia di chi fugge e di chi resta (2013)
4. Storia della bambina perduta (2014)

- L’invenzione occasionale (2019)
- La vita bugiarda degli adulti (2019)

### Ekranizacje
- Nasty Love (1995)
- Genialna przyjaciółka (2018) serial HBO
- La vita bugiarda degli adulti (2020) serial Netflix
- Córka (The Lost Daughter) (2021), reż. Maggie Gyllenhaal